# セントジェームズ郡 (ルイジアナ州)
セントジェームズ郡（セントジェームズぐん、英: St. James Parish）は、アメリカ合衆国ルイジアナ州の南部に位置する郡である。2010年国勢調査での人口は22,102人であり、2000年の21,216人から4.1％増加した。郡庁所在地は国勢調査指定地域のコンベント（人口711人）であり、同郡で人口最大の町はラッチャー（人口3,559人）である。

## 歴史

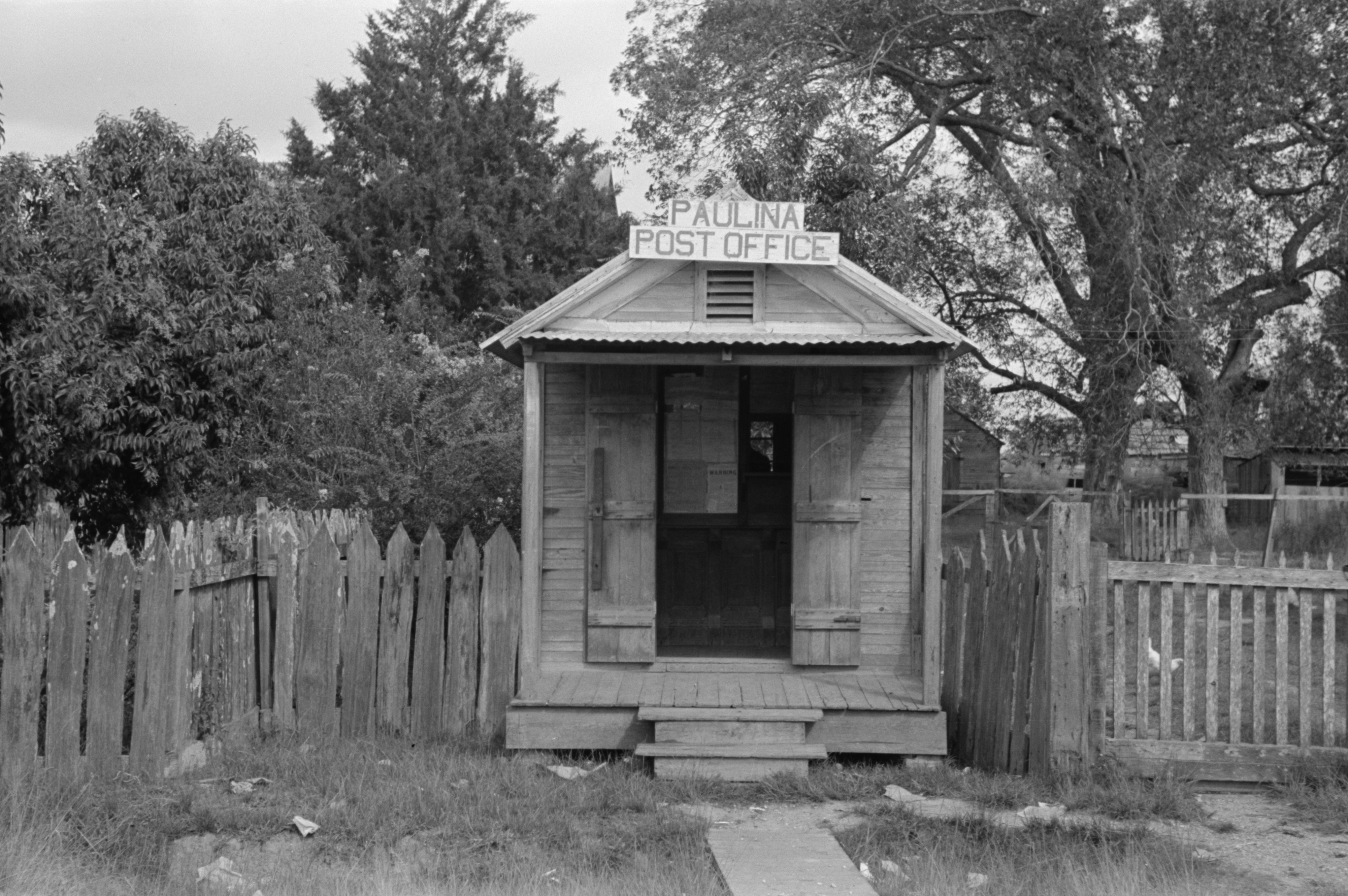
ポーリナの郵便局、1938年

セントジェームズ郡は1807年3月31日に、オーリンズ準州（後のルイジアナ州）で定められた最初の19郡の１つである。当初の郡庁所在地はミシシッピ川西岸のセントジェームズの町だったが、1869年に東岸にある現在のコンベントに移された。セントジェームズ郡はアケイディアナ海岸の一部である。1755年、また1755年から1764年の間にアカディア人がこの地域に到着した可能性があるが、最初に記録に残るものは1764年2月にニューオーリンズに到着した一団（4家族20人）だった。この到着はフランス総督のダバディから本国の上司に送られた1764年4月6日付けの手紙に記された。この一団はミシシッピ川沿い現在のセントジェームズに入った。
セントジェームズ郡は世界で唯一ペリーク種タバコを栽培する場所であり、導入したアカディア人ピエール・シェネーのニックネームが「ペリーク」だった。その子孫によって現在では僅か300エーカー (1.2 km²) の畑で2世紀近くも生産が続けられ、タバコの大会社から大きな需要がある。

## 地理
アメリカ合衆国国勢調査局に拠れば、郡域全面積は258平方マイル (668 km2)であり、このうち陸地246平方マイル (637 km2)、水域は12平方マイル (30 km2)で水域率は4.52％である。

### 主要高規格道路
- 州間高速道路10号線
- アメリカ国道90号線
- ルイジアナ州道18号線
- ルイジアナ州道20号線
- ルイジアナ州道44号線
- ルイジアナ州道70号線

### 隣接する郡
- アセンション郡 - 北
- セントジョンザバプテスト郡 - 東
- ラフォーシュ郡 - 南
- アサンプション郡 - 西

## 人口動態
以下は2000年の国勢調査による人口統計データである。
| 基礎データ - 人口: 21,216人 - 世帯数: 6,992 世帯 - 家族数: 5,551 家族 - 人口密度: 33人/km2（86人/mi2） - 住居数: 7,605軒 - 住居密度: 12軒/km2（31軒/mi2） 人種別人口構成 - 白人: 49.99% - アフリカン・アメリカン: 49.38% - ネイティブ・アメリカン: 0.09% - アジア人: 0.05% - その他の人種: 0.12% - 混血: 0.37% - ヒスパニック・ラテン系: 0.61% 言語別人口構成 - 英語: 93.78% - フランス語またはケイジャン・フランス語: 4.97% 年齢別人口構成 - 18歳未満: 29.5% - 18-24歳: 9.8% - 25-44歳: 28.1% - 45-64歳: 21.4% - 65歳以上: 11.1% - 年齢の中央値: 34歳 - 性比（女性100人あたり男性の人口） - 総人口: 93.1 - 18歳以上: 89.4 | 世帯と家族（対世帯数） - 18歳未満の子供がいる: 38.9% - 結婚・同居している夫婦: 55.3% - 未婚・離婚・死別女性が世帯主: 19.3% - 非家族世帯: 20.6% - 単身世帯: 18.4% - 65歳以上の老人1人暮らし: 7.7% - 平均構成人数 - 世帯: 3.00人 - 家族: 3.43人 収入と家計 - 収入の中央値 - 世帯: 35,277米ドル - 家族: 41,751米ドル - 性別 - 男性: 37,487米ドル - 女性: 21,712米ドル - 人口1人あたり収入: 14,381米ドル - 貧困線以下 - 対人口: 20.7% - 対家族数: 18.0% - 18歳未満: 27.7% - 65歳以上: 15.1% |

## 都市と町

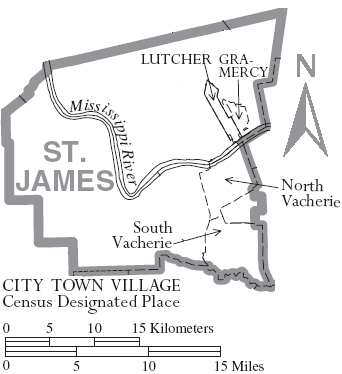
セントジェームズ郡図

- コンベント - 郡庁所在地
- グラマシー
- ラッチャー
- ノースバチェリー
- ポーリナ
- サウスバチェリー
- ウェルカム

## 教育
セントジェームズ郡教育学区が地元の公立学校を運営している。